# 马孔城站
马孔城站，即马孔站，是法国的一个铁路车站，位于法国东部城市，索恩-卢瓦尔省的省会马孔。

## 位置
马孔城站位于马孔老城区西部，距离马孔市政府（Mairie de Mâcon）直线距离大约600米。车站位于巴黎－马赛铁路的正线上，呈南北走向，开口朝东。车站站房向东突出，呈“T”字形，北侧为正门和上下客接待处，南侧为配套的长途汽车站。

## 站名
马孔城站加上"城"（Ville）这一后缀是为了和马孔-洛谢TGV站（Gare de Mâcon-Loché-TGV）区分。

## 车站历史
马孔城站最初建于1854年，在第二次世界大战期间（1944年）被损毁。新的站房于二战后重建。2011年，马孔城站的主站房进行了局部维修。

## 停靠线路
以下列车线路在马孔城站停靠：
| 马孔城站列车线路表          |      |                   |                |              |
| 线路                        | 车种 | 上一站            | 下一站         | 大致运行频率 |
| 卢森堡/梅斯/第戎—马赛/尼斯  | TGV  | 第戎/索恩河畔沙隆 | 里昂           | 每天1趟      |
| 斯特拉斯堡/巴塞尔—马赛/尼斯 | TGV  | 贝桑松TGV/第戎    | 里昂           | 每天1趟      |
| 南锡/第戎—图卢兹            | TGV  | 第戎              | 里昂           | 每天1趟      |
| 巴黎—里昂                   | TER  | 图尔尼            | 索恩河畔美丽城 | 每天6趟左右  |
| 第戎—里昂                   | TER  | 图尔尼            | 索恩河畔美丽城 | 每天7趟左右  |
| 第戎/索恩河畔沙隆—马孔      | TER  | 瑟诺藏            | （终点）       | 每天7趟左右  |
| 马孔—布雷斯堡/昂贝略昂比热  | TER  | （起点）          | 蓬德韦勒       | 每天6趟左右  |
| 1.                          |      |                   |                |              |

## 配套交通

### 长途汽车
马孔城站对应的大巴车上下车地点为马孔汽车站（Gare Routière），位于车站南侧，马孔城站的站房内有指示牌。
| 停靠马孔城站的大巴车 |                                   | |
| 上下车地点           | 运营单位                          | 主要目的地 |
| 马孔汽车站           | 索恩-卢瓦尔省 城际客运 Buscéphale | 索恩河畔沙隆、沙罗勒、克吕尼、克吕尼修道院、迪关、帕莱勒蒙尼亚勒、马孔-洛什TGV站 |
| 马孔汽车站           | 安省 城际客运                     | 布雷斯地区布尔格、索恩河畔圣劳伦斯、勒普隆日、克罗泰、蓬德韦尔、格里埃日、索恩河畔科尔绍朗什、沙拉龙恩河畔圣迪迪埃、图瓦塞、莫尼厄南、加尔纳朗、热努约、盖兰、美丽城、圣安德烈德巴热、芒通河畔圣西尔、芒通河畔芒通圣热尼、孔夫朗松、屈尔塔丰、波利亚、维里亚、巴热勒沙泰尔、巴热拉维耶、费延、芒齐亚、奥藏、博兹、蓬德沃 |
| 马孔汽车站           | Car TER                           | 布雷斯地区布尔格 （当某条铁路线施工或罢工时，SNCF可能会提供途径该线路沿途站点的大巴车） |
| Rue Gambetta         | Flixbus                           | 尼斯、戛纳、土伦、普罗旺斯地区艾克斯 |
| 1. 2. 3. 4.          |                                   | |

### 城市公共交通
| 马孔城站附近的市内公交线路 |                          | |
| 公交车站名称               | 位置                     | 停靠线路 |
| Gare SNCF 马孔-火车站      | 马孔城站正门前方大约50米 | A ：马孔-索恩河岸 ↔ 马孔-大南/尼塞福尔·涅普斯 B ：于里尼-沙祖 ↔ 索恩河畔圣洛朗-布沙库尔 C ：马孔-火车站 （环线） D ：马孔-火车站 ↔ 索恩河畔克雷什-花城/德拉塞 E ：马孔-火车站 ↔ 马孔-洛谢高铁站 G ：马孔-火车站 ↔ 桑塞-北工业区 |
| Gare SNCF 马孔-火车站      | 车站前方大约150米        | N：（市区免费环城小巴） |
| 1.                         |                          | |

## 临近车站
| 马孔城站（Gare de Mâcon-Ville）                                |                  |                                                                               |
| 上行车站                                                       | 线路             | 下行车站                                                                      |
| 瑟诺藏站 10.6km ←                                              | 巴黎－马赛铁路   | → ↗（正线）7.1km →索恩河畔克雷什站 ↘（联络线）→（法国高速铁路东南线）里昂方向 |
| （起点）                                                       | 马孔－昂贝略铁路 | → ↗（马孔港专用铁路）→马孔港 ↘（正线）7.8km →蓬德韦勒站                       |
| - 注：灰色字体为非本线车站或路段。本表仅显示运营中的线路及车站 |                  |                                                                               |